# Willie Pep
Willie Pep est un boxeur américain né le 19 septembre 1922 à Middletown et mort le 23 novembre 2006 à Rocky Hill, Connecticut.

## Carrière
Il devient champion des poids plumes de la New York State Athletic Commission (NYSAC) le 20 novembre 1942 en battant aux points Chalky Wright. Il conserve son titre face à Sal Bartolo, à nouveau Chalky Wright, Phil Terranova (toujours aux points) puis une seconde fois aux dépens de Sal Bartolo, devenu entretemps champion de la National Boxing Association (NBA), le 7 juin 1946. Pep est alors champion du monde unifié de la catégorie.
Il le demeure jusqu'au 29 octobre 1948, date à laquelle il perd ses titres face à Sandy Saddler par KO à la 4e reprise. Willie Pep prend sa revanche le 11 février 1949 puis est à nouveau battu par Saddler le 8 septembre 1950. Il met un terme à sa carrière en 1966.

## Distinctions
- Willie Pep est élu boxeur de l'année en 1945 par Ring Magazine.
- Saddler vs. Pep II est élu combat de l'année en 1949.
- Il est membre de l'International Boxing Hall of Fame depuis sa création en 1990.